# Supchanburj
Supchanburj (thajsky สุพรรณบุรี) je hospodářské a turistické centrum stejnojmenné provincie v Thajsku. Nachází se ve vzdálenosti 101 km severně od Bangkoku. V roce 2006 mělo 26 556 obyvatel.
Město patřilo do roku 1300 domorodému království Supchánnápchumý. Významnými památkami jsou buddhistické kláštery Wat Pa Le Rai.

## Osobnosti
- Suraphol Sombatcharoen (1930–1968) – zpěvák
- Yuenyóng Opchákul (1954–) – zpěvák
- Pumpuang Duangjanová[6] (1961–1992) – zpěvák

## Galerie

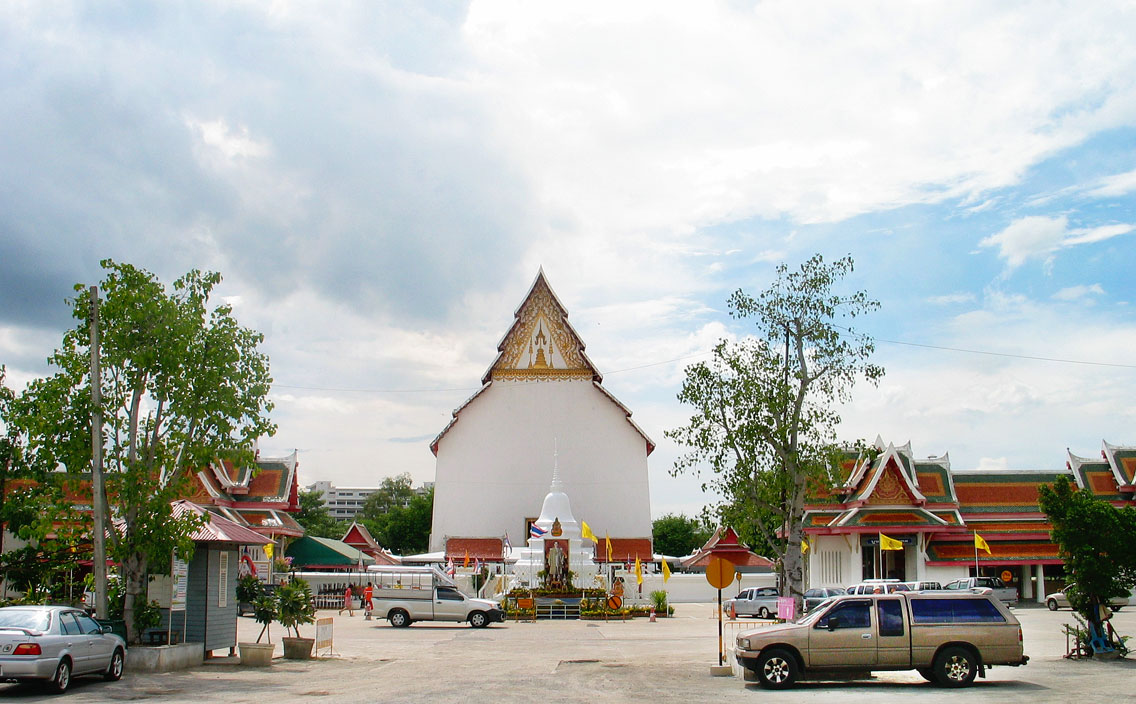
Wat Pa Le Rai
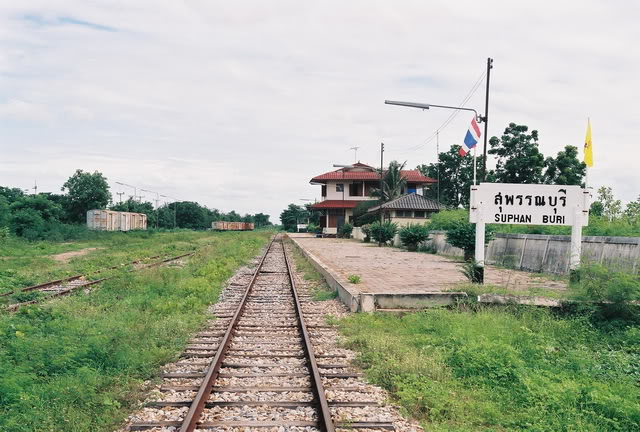
Železniční stanice Supchanburj
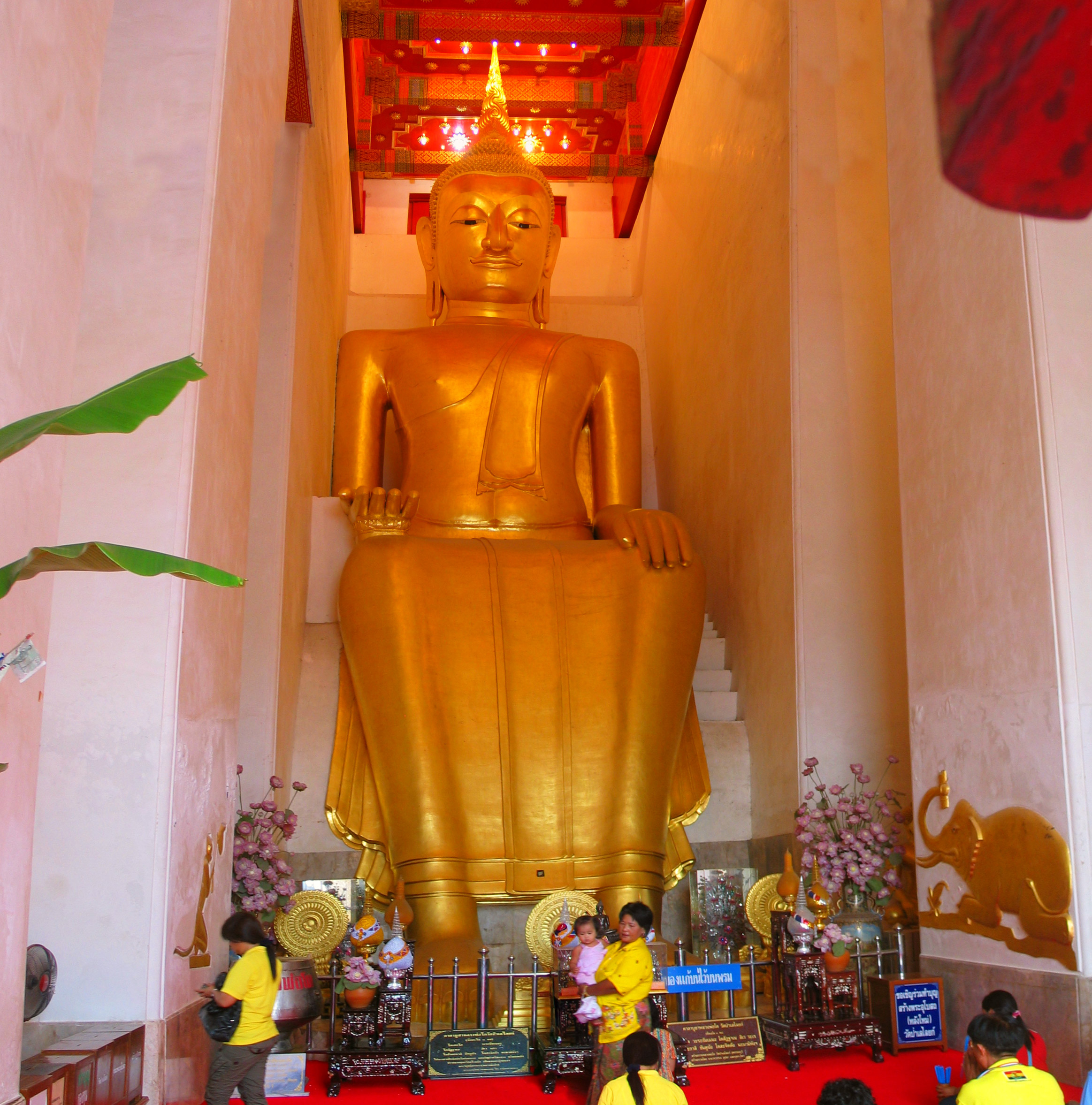
Luag Pho To